# ياسر العماري
ياسر العماري (10 يوليو 1972 -)، ممثل كويتي. بدأ التمثيل عندما شارك في مسرحية عفريت عام 1982.

## من أعماله

### من المسلسلات
- رجل سنة 60.
- عندما تشتعل الثلوج.
- دلق سهيل.
- سابع جار.
- زمان الأسكافي.
- الخطر معهم.
- سوق المقاصيص.
- غضات الحنين.
- 4 × 4.
- حراير.
- سيدة البيت.
- الجدة لولوة.
- حال مناير.
- قالب:حال مناير
- القدر المحتوم

### من المسرحيات
- العفريت.
- سندريلا.
- مراهق في الخمسين.
- النوخذة الصغير.
- المحقق كونان.
- قانون الأرض.
- جزيرة الذهب.

## روابط خارجية
- ياسر العماري على موقع قاعدة بيانات الأفلام العربية